# Saudia (protista)
Saudia es un género de foraminífero bentónico de la familia Spirocyclinidae, de la superfamilia Loftusioidea, del suborden Loftusiina y del orden Loftusiida. Su especie tipo es Saudia discoidea. Su rango cronoestratigráfico abarca desde el Paleoceno hasta la Luteciense (Eoceno medio).

## Discusión
Clasificaciones previas incluían Saudia en el suborden Textulariina del orden Textulariida o en el orden Lituolida.

## Clasificación
Saudia incluye a las siguientes especies:
- Saudia floridana †
- Saudia discoidea †